# آفریقا (استان رومی)
آفریکا (انگلیسی: Africa)، یکی از استان‌های جمهوری روم و بعدها امپراتوری روم بود که پس از جنگ سوم کارتاژ توسط رومیان تصرف شد و تا زمان هجوم واندال‌ها یکی از استان‌های این امپراتوری بود.